# Jesus curando o paralítico em Cafarnaum

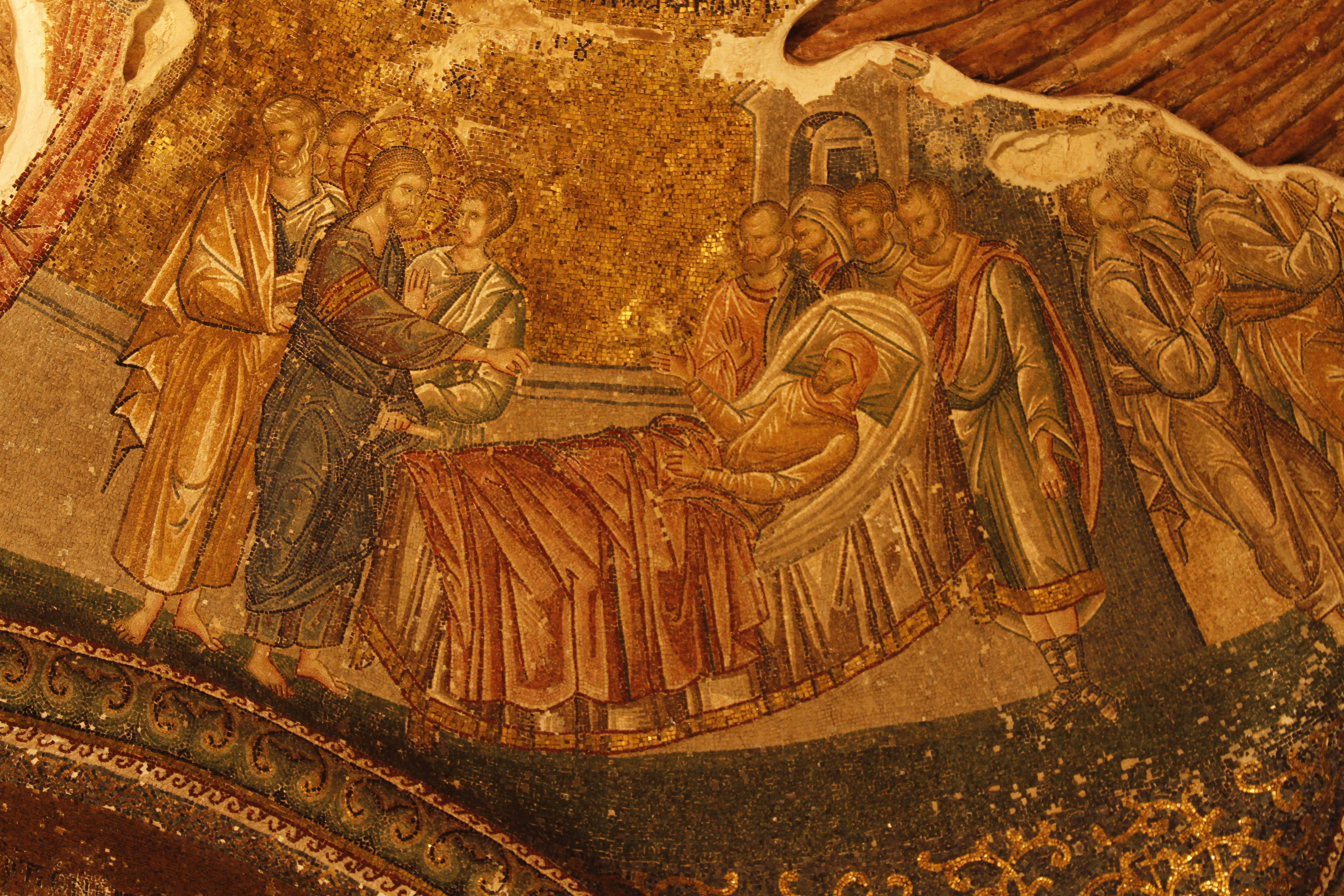
Jesus curando o paralítico em Cafarnaum
Mosaico no nártex externo da Igreja de Chora, em Istambul.

Jesus curando o paralítico em Cafarnaum é um dos milagres de Jesus, relatado nos evangelhos sinóticos em Mateus 9:1–8, Marcos 2:1–12 e Lucas 5:17–26. É neste episódio que Jesus diz uma de suas mais famosas frases, Levanta-te e anda!.
Além disso, este milagre aparece em todos os evangelhos sinóticos (Mateus 9, Marcos 2 e Lucas 5) e os três concordam que o homem era paralítico e que os "doutores da Lei" ficaram furiosos com Jesus por ele ter afirmado ser capaz de perdoar pecados. Nos três, este evento é seguido pelo "Chamado de Mateus".

## Milagre
De acordo com os evangelhos, quando Jesus entrou em Cafarnaum, o povo logo soube e veio ao seu encontro. As pessoas se ajuntaram em tamanha quantidade que não havia mais espaço para ninguém, nem mesmo ao lado de fora do recinto, e ali Jesus pregou. Quatro pessoas tentaram se aproximar trazendo um paralítico, carregando-o num colchão, e, como não conseguiram chegar perto por causa da multidão, eles fizeram um buraco no teto da sala onde estava Jesus e então baixaram, com cordas, o homem. Jesus, percebendo a firmeza da fé desses homens, disse ao paralítico: "Filho, teus pecados estão perdoados."
Alguns doutores da Lei que estavam sentados próximos ao evento pensaram «Por que fala assim este homem? ele blasfema; quem pode perdoar pecados senão só um, que é Deus?» (Marcos 2:7).
Imediatamente Jesus soube o que eles estavam pensando em seus corações e disse-lhes:
| “ | «Por que discorreis sobre estas coisas em vossos corações? Qual é mais fácil, dizer ao paralítico: Perdoados são os teus pecados, ou dizer: Levanta-te, toma o teu leito e anda? Para que saibais que o Filho do Homem tem sobre a terra autoridade para perdoar pecados, disse ao paralítico: A ti te digo: Levanta-te, toma o teu leito e vai para tua casa.» (Marcos 2:9–10) | ” |

O paralítico se levantou e, à vista de todos, partiu. 

## Análise do texto
De acordo com Adam Clarke, Jesus primeiro perdoa os pecados do paralítico para, em seguida, o curar, porque, de acordo com as crenças dos judeus da época, nenhuma pessoa doente poderia ser curada sem que, antes, seus pecados fossem expiados. Nesta passagem, há não apenas um milagre, mas três milagres de Jesus: o perdão dos pecados, a descoberta do pensamento secreto dos escribas e a cura do paralítico. De acordo com John Gill, o fato de Jesus conhecer o pensamento das pessoas era um sinal suficiente para demonstrar que Jesus era o Messias, conforme o ensinamento dos judeus. Bar Coziba, que reinou por dois anos e meio e se declarou, aos rabinos, como Messias, foi desmascarado por não ter este poder e executado
É possível que fosse mais fácil dizer ao homem alguma coisa do que comandar que ele se levantasse e andasse, mas Jesus escolhe provar sua habilidade de perdoar pecados com uma demonstração da habilidade do homem de andar. Ele perdoa e cura através de sua palavra apenas, realçando seu poder. Segundo Marcos, "todos" ficaram impressionados, mas ele não detalha se entre estes estavam os doutores da Lei ou os "obstinados" fariseus.
Jesus se refere a si mesmo como Filho do homem (em grego:  ho huios tou anthrōpou, literalmente "filho do ser humano") pela primeira vez das muitas que o fará no Evangelho de Marcos. O termo em si pode ser interpretado de diversas formas em Marcos, mas a interpretação aceita pela ortodoxia doutrinária do cristianismo é de que trata-se de uma referência ao seu caráter messiânico. A expressão aparece em diversas fontes nas Escrituras, como em Daniel 7:31, por exemplo, e também está no Livro de Enoque. Na tradição apocalíptica judaica, o título é utilizado para fazer referência ao juiz do julgamento final, geralmente um ser angélico ou celestial que se faz carne e osso. Apenas Jesus menciona este título nos evangelhos, geralmente utilizando-o para falar de si próprio na terceira pessoa. Ele também é interpretado como um símbolo do plano de Jesus para a humanidade.
Alguns estudiosos entendem que Jesus teria ligado doenças e pecados numa relação causal neste episódio, mesmo tendo Marcos afirmado que Jesus o curou depois de ter Jesus "visto sua fé" (Marcos 2:5). Este conceito é rejeitado tanto em Lucas (Lucas 13:1–5) quanto em João (João 9:2–3). Em outras partes da Bíblia, como no Livro de Jó, aparece uma visão similar, de que justos e os pecadores estão sujeitos às agruras da vida, que não são "castigos" divinos. Por outro lado, histórias como a de Sodoma e Gomorra, no Gênesis, parecem de fato demonstrar que pecados podem resultar numa intervenção divina e num castigo terreno. 
Neste trecho, os doutores da Lei afirmam que apenas Deus pode perdoar pecados, possivelmente uma referência a Êxodo 34:6–7,  Isaías 43:25 e Isaías 44:22. Marcos novamente deixa implícito que Jesus é, portanto, Deus e que a fé no poder dele pode levar não apenas à cura de doenças físicas, mas também ao perdão dos pecados. Porém, esta afirmação precisa ser contraposta com a aceitação de Paulo de seu «espinho na carne» (II Coríntios 12:7), que deixa claro que a fé não resulta automaticamente na cura do corpo. Os primeiros cristãos podem ter utilizado esta história para reforçar sua crença de que Jesus era capaz de perdoar pecados. Por isto, para os doutores, esta alegação de Jesus é uma blasfêmia, mas para o público alvo de Marcos seria uma confirmação de sua fé na divindade de Jesus.